# 塩谷家遠
塩谷 家遠（しおや いえとお、生没年不詳）は、平安時代末期から鎌倉時代前期の武蔵国児玉党の武士。通称を平太夫（元は二郎）。児玉党系塩谷氏の祖。姓は有道（在道）氏。
児玉党の本宗家3代目である児玉家行の次男として生まれ、初めは児玉二郎家遠と称していた。兄家弘（児玉党本宗家4代目）は父から児玉郡北部の栗崎の地を譲られ、庄氏を称し、大力（強力）で有名な弟の親家も児玉郡北部の富田の地を譲られ、移住して、富田氏を称した（栗崎村、西富田村は、現在の本庄市に当たる）。家遠は、児玉郡南部の塩谷（金屋・飯倉・田端・児玉・八日市ほか）の地を譲られ、移住して、塩谷平太夫家遠を称して児玉党系塩谷氏祖となった（塩谷村は、現在の児玉町に位置する）。その為、塩谷氏と庄氏・富田氏は同族である。
出生地については、父家行が「河内権守」、兄家弘が「河内守」と記述されている事から、児玉郡の河内村（現児玉町河内）の生まれと考えられる。家行（児玉党本宗家）の子息である家弘、家遠、親家の3子は、拠点としていた河内村より北方の地を譲られ、移住して、新たな氏を名乗った。
生年に関する考察として、家遠の子息の1人である家経が承久3年に71歳で亡くなったとある為、家遠は12世紀初めの生まれと見られる。
子息は、嫡男に塩谷経遠、塩谷維弘（通称五郎、奥州合戦で戦死）、塩谷家経（民部大夫、承久の乱で溺死）などがいる。児玉党系塩谷氏の一族は、庄氏や富田氏とは異なり、『吾妻鏡』より『源平盛衰記』によく記述されている。そして、武功より勇ましい戦死が目立つ一族である（なぜ、こうした演出差が生じているのかは不明）。